# اینول، ات-ساون
اینول، ات-ساون (به فرانسوی: Ainvelle, Haute-Saône) یک کمون در فرانسه است که در Canton of Saint-Loup-sur-Semouse واقع شده‌است.

## خصوصیات
اینول ۶٫۷۵ کیلومترمربع مساحت و ۱۶۵ نفر جمعیت دارد.